# Amundsen Ridges
Amundsen Ridges – grzbiet śródoceaniczny na Oceanie Południowym, położony niedaleko wybrzeża Ziemi Marii Byrd, w Antarktydzie Zachodniej. Jego nazwa pochodzi od nazwiska norweskiego badacza polarnego Roalda Amundsena, który w 1911 roku jako pierwszy dotarł do bieguna południowego.